# La Veneno
Cristina Ortiz Rodríguez (Adra, Almería, 19 de marzo de 1964-Madrid, 9 de noviembre de 2016), conocida por su nombre artístico La Veneno, fue una personalidad televisiva, vedette, modelo, cantante, trabajadora sexual y actriz española.
La Veneno fue una de las mujeres transexuales más populares en los años noventa y dos mil en España, y ha sido reconocida como un referente de visibilidad LGBT y un icono trans en España.Alcanzó fama mediática a partir de sus colaboraciones en los programas de entretenimiento nocturno Esta noche cruzamos el Mississippi y La sonrisa del pelícano, emitidos en España entre 1995 y 1997 y presentados por el periodista Pepe Navarro. Más tarde tuvo una breve faceta como cantante y vedette, y participó en numerosos espacios televisivos, destacando aquellos dedicados al periodismo del corazón. La serie Veneno (2020), basada en su vida, aumentó póstumamente su popularidad y propició una mayor revindicación de su figura en los medios y el activismo.

## Biografía

### Infancia
Nació en Adra (Almería) donde se inscribió en el registro con el nombre de José Antonio Ortiz Rodríguez. Sus padres, José María Ortiz López y María Jesús Rodríguez Rivera le criaron junto a otros cinco hermanos: María José, Rafael, María Trinidad, Francisco y María Belén.
Desde muy pequeña, se sintió más como una mujer. De acuerdo con sus propias palabras, en su infancia y adolescencia sufrió agresiones y malos tratos por parte de familiares y vecinos del pueblo, que se repitieron durante varios años porque repudiaban su identidad de género.
Desde temprana edad, mostró dotes para la moda, diseñando ropa. En Adra se dedicó a organizar pequeños pases de modelos que le dieron cierta popularidad en el pueblo. También realizó estudios de peluquería en una academia de Granada. Desde su juventud destacó por su gran atractivo físico y antes de su transición fue galardonada con el título Míster Andalucía en 1989.
En 1990, comenzó a vestirse con ropa femenina a escondidas de su familia y empezó a trabajar en un centro nocturno en un espectáculo de transformismo. Allí conoció a la también vedette transgénero Paca La Piraña, con quien entabló una amistad. Un año más tarde decidió marcharse a vivir a Madrid, donde trabajó inicialmente en la cocina de un hospital. Su primera aparición televisiva ocurrió poco después, en 1991, aún con presentación masculina. Acudió como concursante al programa Vivan los novios de Telecinco, donde ganó un viaje a Tailandia. A su regreso de Tailandia, en 1992, comenzó su transición. Ejerció la prostitución frecuentando las zonas del parque del Oeste y el adyacente paseo del Pintor Rosales. En un principio, tomó el nombre de "Tanya". Más adelante, optó por cambiarlo por "Cristina", en honor a una compañera sexoservidora que falleció. El apodo de "La Veneno" se lo puso Paca La Piraña tras un desencuentro entre Cristina y una de sus parejas.

### Salto a la fama
En abril de 1996, Cristina fue descubierta en un reportaje televisivo sobre "travestis" (pese a que Cristina se identificaba como mujer transgénero) por la periodista Faela Sainz, colaboradora de Pepe Navarro en el programa de entretenimiento nocturno Esta noche cruzamos el Mississippi, de Telecinco. Su salto a la fama fue casi inmediato. Su carisma, belleza y desparpajo lograron elevar la audiencia a casi ocho millones de espectadores. A partir de ese momento, Cristina se convirtió en colaboradora habitual del programa. Posteriormente, participó de nuevo junto a Navarro y su equipo en La sonrisa del pelícano (1997), de Antena 3.
Durante su etapa de colaboración televisiva con Pepe Navarro, Cristina se lanzó como cantante y publicó el sencillo Veneno pa tu piel, que contenía dos canciones: «Veneno pa tu piel» y «El rap de La Veneno». También obtuvo varios contratos y comenzó a actuar como vedette en diversos locales nocturnos. La Veneno estuvo de gira por numerosas localidades de España, en los que hizo actuaciones, galas y acudió a diversos clubs, discotecas y festivales del momento. También desfiló como modelo del diseñador Antonio Alvarado.
En diciembre de 1997, el programa de Pepe Navarro llegó a su fin, el 29 de diciembre La Veneno arribó a Buenos Aires, donde trabajó para el canal de televisión Telefé y fue entrevistada el 3 de enero de 1998 en el debut de Afectos especiales, un programa de poco éxito conducido por Andrea Frigerio y Oscar Gómez Castañón. Posteriormente, regresó a España para aparecer en programas de televisión como Todo depende (con Jordi González) de Telemadrid y Mírame, de Antena 3, entre otros.
En esta época hubo un proyecto para hacer una película sobre su vida, con ella misma como protagonista, pero nunca se materializó. Sin embargo, su paso por el cine quedó plasmado en dos películas pornográficas: El secreto de la Veneno y La venganza de la Veneno. En 1997, Cristina actuó en seis episodios de la serie En plena forma, de Alfredo Landa.

### Estancia en prisión
Cristina estuvo envuelta en una estafa a la compañía de seguros del apartamento donde vivía tras ser denunciada por su entonces novio, Andrea Petruzzelli (n. 5 de diciembre de 1970). Fue acusada de prender fuego a la vivienda de manera voluntaria con intención de cobrar el seguro, por lo que fue juzgada y condenada a tres años de cárcel. Ingresó en un módulo masculino del Centro Penitenciario Madrid VI-Aranjuez en abril de 2003 con treinta y nueve años de edad. Permaneció allí hasta su excarcelación en 2006. Según confesaría más tarde, su tiempo en prisión fue uno de los momentos más difíciles de su vida, dejándole secuelas tanto físicas como psicológicas.

### Regreso a los medios
En 2006, tras su salida de prisión con cuarenta y un años, 122 kilos de peso y cierto deterioro físico, volvió a aparecer en los medios alegando que su paso por la cárcel había sido infernal al haber sufrido violaciones y maltrato por parte de los funcionarios de prisiones, declaraciones que Instituciones Penitenciarias puso en conocimiento de la fiscalía, por si hubieran constituido delito. A raíz de esta irrupción mediática, La Veneno volvió a ser un personaje televisivo, participando en varios programas televisivos de la prensa del corazón y suscitando nuevas polémicas televisivas. En octubre de 2010, un programa de televisión le propuso el reto de adelgazar. En marzo de 2011, La Veneno hizo su reaparición en televisión con 35 kilos menos de peso, para sorpresa de muchos. Sin embargo, esta situación le acarreó problemas de bulimia que, además de dejarle problemas psicológicos,  agravaron las depresiones severas y crisis de ansiedad que sufría. El 10 de mayo de 2013 anunció su recuperación y en el programa televisivo Sálvame Deluxe de Telecinco, mostró a la audiencia su último novio, de 23 años. También anunció que su libro ¡Digo! Ni puta, ni santa. Las memorias de La Veneno estaría a la venta semanas más tarde. En un principio, el libro iba a ser lanzado en 2007, pero no encontró una editorial interesada en publicarlo. En agosto de ese mismo año, Cristina confesaba estar pasando por el peor momento de su vida. Su último novio, con quien llevaba tres años de relación, se fugó con todos sus ahorros, que superaban los sesenta mil euros, con lo cual se quedaba solo con una reducida pensión no contributiva de 300 € por exclusión social y su piso en propiedad en las inmediaciones de la plaza de Cuzco en Madrid.
En 2013 fue contratada como una de las vedettes del espectáculo Que trabaje Rita. Desde finales de 2013, La Veneno realizó apariciones estelares en algunos de los conciertos de la gira. En 2014 volvió a ingresar en la cárcel, esta vez en una prisión para mujeres, donde permaneció recluida durante ocho meses. En una entrevista, Cristina llegó a decir que su segundo encarcelamiento no fue tan traumático como el primero y que incluso llegó a pasarlo bien.

### Memorias
En octubre de 2016, ocho años después de haber sido anunciado, salió a la venta su libro autobiográfico titulado ¡Digo! Ni puta, ni santa. Las memorias de La Veneno, redactado por la periodista y escritora Valeria Vegas. Debido al poco interés que el libro despertó para las editoriales contactadas, las autoras acabaron financiando la publicación del libro, que pudo adquirirse a través de la web de Bigcartel. La obra, que cuenta con cuatro ediciones, se agotó en pedidos antes de salir a la venta. El libro fue publicado el 3 de octubre de 2016 y presentado en Madrid. En el libro, La Veneno describe haber tenido relaciones sexuales con famosos, políticos y futbolistas.

### Fallecimiento

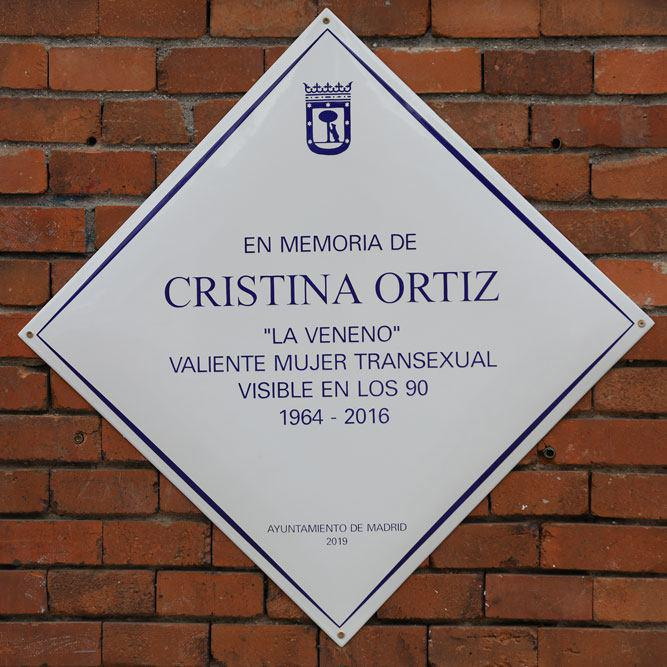
«En memoria de Cristina Ortiz "La Veneno", valiente mujer transexual visible en los 90». Es lo que se puede leer en la placa que colocó el Ayuntamiento de Madrid en abril de 2019 para recordarla en uno de los espacios donde se sintió más libre, el parque del Oeste.

El 9 de noviembre de 2016, aproximadamente un mes después de publicar su biografía, se comunicó en prensa su repentino fallecimiento. Cuatro días antes, Cristina había sido encontrada por su novio tumbada en el sofá de su casa, el número 12 de la calle Tablada en el distrito madrileño de Tetuán, en muy mal estado, semi-inconsciente y con el cuerpo lleno de moretones y una gran brecha en la cabeza que le produjo un traumatismo craneoencefálico que requirió intervención quirúrgica, y que además había dejado manchas de sangre en el baño. Tras pedir su novio ayuda, una vecina llamó a una ambulancia, que la trasladó al Hospital Universitario La Paz. Allí fue operada de urgencia debido a un edema cerebral e inducida al estado de coma para evitar daños mayores. Posteriormente permaneció ingresada en la UCI.
Al mismo tiempo que su estado empeoraba, fuentes de su entorno especularon que la causa del supuesto accidente podría deberse a un ajuste de cuentas, debido a la información reflejada en su biografía publicada escasas semanas atrás, en la que se revelaban las iniciales J.B y M.M referidas a importantes personalidades de España, con las que afirmaba haber mantenido relaciones sexuales durante la etapa en la que ejercía la prostitución.

Algunos venían en coches con cristales tintados. Me he acostado con gente que con un dedo mueve España. Yo se lo contaba a mi madre y me advertía: “Ni se te ocurra dar su nombre”. Me han ofrecido millones para que los dijese pero fue gente tan importante, que si lo hago, no llego viva a la puerta de mi casa. De dos tiros me han quitado de en medio.
Cristina Ortiz - La Vanguardia

El 14 de octubre de 2016, durante su última intervención televisiva en el programa Sálvame Deluxe, confirmó haber recibido amenazas de muerte por la publicación de su biografía. El día 11 de noviembre de 2016 tenía contratado someterse a un polígrafo en el mismo programa de la cadena Telecinco.
Las primeras investigaciones policiales consideraron que se habría tratado de un accidente doméstico, aunque también se contempló la posibilidad del suicidio, ya que según afirmó su pareja, la encontró cerca de bebidas alcohólicas y pastillas de ansiolíticos, las cuales llevaba tomando por problemas de los nervios desde su juventud. Al día siguiente de su muerte se le realizó una primera autopsia en el Instituto Anatómico Forense de Madrid y se dictaminó que había fallecido a causa de una caída en el baño provocada por la ingesta masiva de pastillas (Xanax) y alcohol. Se encontraron vacías cinco cajas de pastillas y una botella de un litro de whisky. Se concluyó en primera instancia que Cristina habría muerto de forma accidental.
El 12 de noviembre se paralizó por orden judicial su entierro en Adra para proceder a realizar una segunda autopsia y así intentar esclarecer las causas de su muerte, si bien esta segunda autopsia acabó confirmando que su muerte fue accidental.
Un mes después de su fallecimiento, el cuerpo de Cristina aún permanecía en el depósito de cadáveres del Instituto Anatómico Forense esperando a que fuera retirado por su familia, quienes acumularon una deuda de más de 10 000 euros por conservar el cuerpo de la artista refrigerado durante todo ese tiempo. El cadáver de La Veneno fue finalmente incinerado en el cementerio de La Almudena el día 21 de diciembre de 2016, tras recibirse el permiso de su madre, María Jesús, y dos de sus hermanos.
La mitad de sus cenizas descansan en el parque del Oeste y la otra mitad en la casa de sus padres en su pueblo natal, Adra.
En 2017, la familia intentó reabrir el caso para intentar demostrar que fue asesinada. Ese mismo año, una asociación LGBT inició una campaña para nombrar una calle del barrio madrileño de Chueca en su honor. Finalmente, La Veneno obtuvo una placa en su memoria en el parque del Oeste.
En enero de 2019, María José Ortiz (hermana de Cristina) intentó reabrir el caso de la muerte de La Veneno con el respaldo del doctor y forense Luis Frontela debido a presuntas irregularidades en la autopsia de la vedette. Sin embargo, el Juzgado de Instrucción número 53 de Madrid rechazó la reapertura del caso. También está arrojando luz a su caso el investigador criminal Óscar Tarruella, exmarido de Mónica Naranjo.

## SerieVeneno
En 2020, Atresmedia estrenó Veneno, una serie biográfica de ocho capítulos que describen tres etapas de la vida de Cristina y que obtuvo éxito de crítica y público en España y Estados Unidos. Fue dirigida por Los Javis (Javier Calvo y Javier Ambrossi), que también lideraron el equipo de guionistas. El guion se basó en la biografía de La Veneno escrita por Valeria Vegas. Daniela Santiago, Isabel Torres y Jedet encarnaron a Cristina en las distintas etapas de su vida.
Antena 3 reestrenó los dos primeros capítulos en horario de máxima audiencia varios meses después de su lanzamiento digital en Atresplayer. Cosechó las mejores audiencias del día (2,5 y 2,3 millones de espectadores, respectivamente) y fue uno de los mejores estrenos del año en la televisión española.

## Filmografía

### Cine
| Año  | Título                   |
| ---- | ------------------------ |
| 1997 | El secreto de La Veneno  |
| 1997 | La venganza de La Veneno |

### Televisión
| Año             | Programa                           | Emisora            | Rol                     |
| --------------- | ---------------------------------- | ------------------ | ----------------------- |
| 1991            | Vivan los novios                   | Telecinco          | Concursante             |
| 1994            | Testigo directo                    | TVE                | Entrevistada            |
| 1996-1997       | Esta noche cruzamos el Mississippi | Telecinco          | Colaboradora            |
| 1997            | La sonrisa del pelícano            | Antena 3           | Colaboradora            |
| 1997            | De tarde en tarde                  | Canal Sur          | Invitada                |
| 1997            | Parle vosté, calle vosté           | Canal Nou          | Invitada                |
| 1998            | Susana Giménez Show                | Telefe (Argentina) | Invitada                |
| 1998-1999       | Todo depende                       | Telemadrid         | Invitada                |
| 1999            | Les 1000 i una                     | TV3                | Invitada                |
| 2001            | Tiempo al tiempo                   | TVE                | Invitada                |
| 2000-2001       | Mírame                             | Antena 3           |                         |
| 2001-2003       | Crónicas marcianas                 | Telecinco          | Colaboradora            |
| 2006            | Salsa rosa                         | Telecinco          | Colaboradora            |
| 2006            | TNT                                | Telecinco          | Invitada                |
| 2006-2007       | Aquí hay tomate                    | Telecinco          | Invitada                |
| 2006-2007       | En Antena                          | Antena 3           | Invitada                |
| 2006-2011       | DEC                                | Antena 3           | Colaboradora            |
| 2009-2013       | Sálvame                            | Telecinco          | Invitada                |
| 2014            | El Caldero de Nacha                | Iberoamerica TV    | Entrevistada            |
| 2009-2010; 2016 | Sálvame Deluxe                     | Telecinco          | Invitada y Colaboradora |

### Series de televisión
| Año  | Título         | Canal    | Personaje            | Notas       |
| ---- | -------------- | -------- | -------------------- | ----------- |
| 1997 | En plena forma | Antena 3 | Monitora de gimnasio | 6 episodios |

## Discografía
| Álbum             | Detalles                                                                              | Certificación                |
| ----------------- | ------------------------------------------------------------------------------------- | ---------------------------- |
| Veneno pa tu piel | - Año lanzamiento: 1996 - Discográfica: MAX Music - Formato: CD, Maxisencillo, Vinilo | Disco de oro (50.000 copias) |

## Espectáculos
- Que trabaje Rita (2013-2014).